# Emathini
Emathini è una tribù di ragni appartenente alla Sottofamiglia Euophryinae della Famiglia Salticidae dell'Ordine Araneae della Classe Arachnida.

## Distribuzione
I 7 generi oggi noti di questa tribù sono diffusi in Asia orientale, Indonesia, Mauritius e Réunion.

## Tassonomia
A dicembre 2010, gli aracnologi riconoscono 7 generi appartenenti a questa tribù:
- Bindax Thorell, 1892 — Celebes (Indonesia), Isole Salomone (2 specie)
- Emathis Simon, 1899 — da Sumatra alle Filippine, Indie Occidentali (10 specie)
- Gedea Simon, 1902 — Cina, Vietnam, Giava (5 specie)
- Lepidemathis Simon, 1903 — Filippine (2 specie)
- Lophostica Simon, 1902 — Mauritius, Isola Reunion (1 specie)
- Pristobaeus Simon, 1902 — Celebes (Indonesia) (1 specie)
- Pseudemathis Simon, 1902 — Mauritius, Isola Reunion (1 specie)